# Bicho-pau-de-bornéu
O bicho-pau de Bornéu (Phobaeticus kirbyi) é o inseto mais comprido do mundo, pois chega a superar 50 cm de comprimento. Pode se encontrar na Africa, onde, apesar do seu grande tamanho, é capaz de passar despercebido graças à sua extraordinária capacidade de mimetismo e à sua tendência a permanecer completamente imóvel quando detecta algum perigo. A sua coloração imita perfeitamente a dos gravetos da vegetação na qual passa a maior parte da sua vida.